# Brad Huff

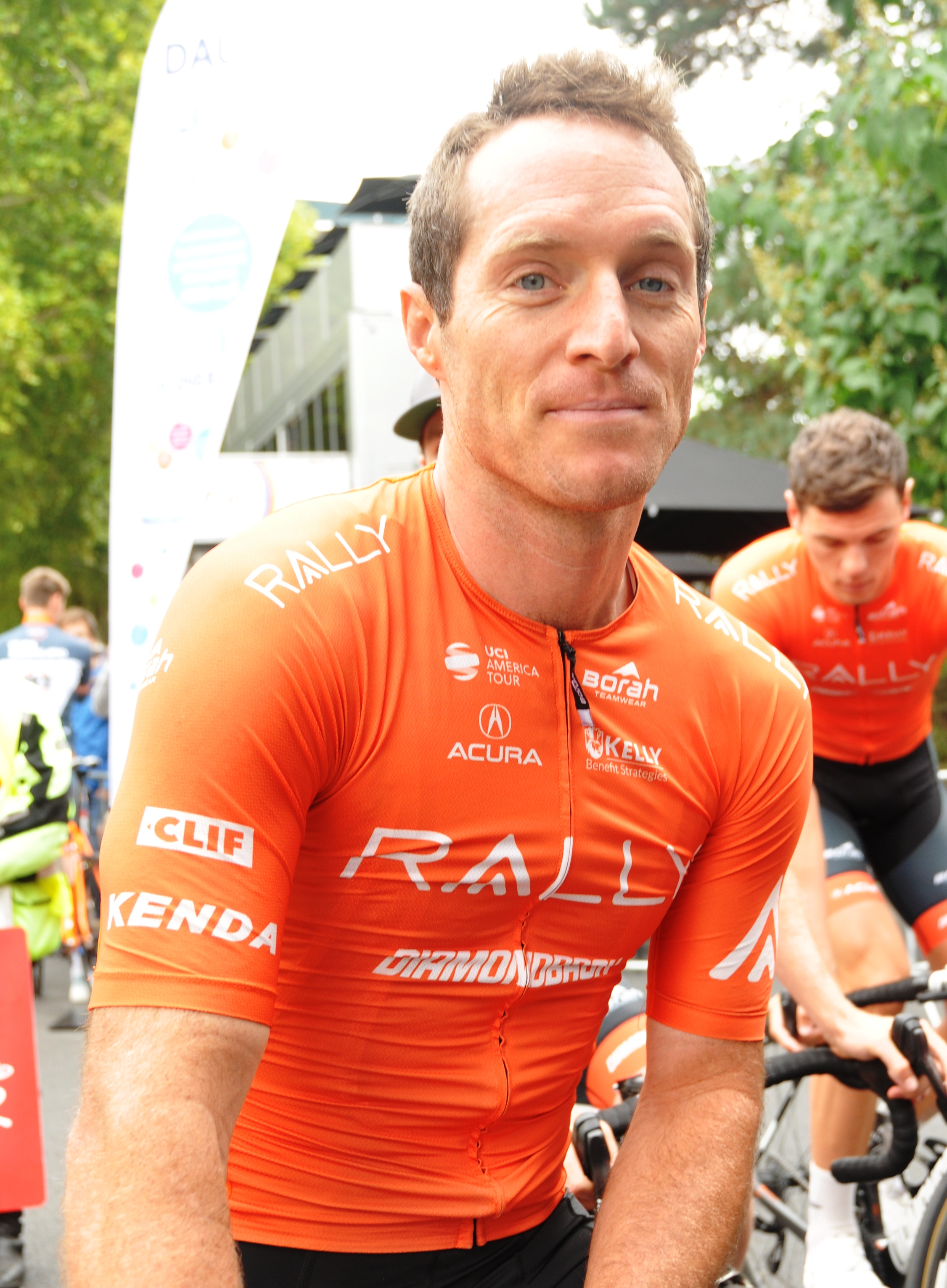
Brad Huff, 2018

Charles Bradley Huff (* 5. Februar 1979) in Fair Grove ist ein ehemaliger US-amerikanischer Radrennfahrer, der auf Bahn und Straße aktiv war. 2007 wurde er zweifacher panamerikanischer Meister.
Charles Bradley Huff (kurz Brad) begann seine Karriere 2006 bei dem US-amerikanischen Continental Team TIAA-CREF. Sein Schwerpunkt lag zunächst auf der Bahn, wo er im Laufe seiner sportlichen Laufbahn insgesamt sechs nationale Titel errang, 2006 wurde er zudem US-amerikanischer Meister im Kriterium.
2007 holte Hoff bei den Panamerikanischen Radsportmeisterschaften im venezolanischen Valencia zwei Goldmedaillen im Bahnradsport, eine im Omnium und eine weitere im Zweier-Mannschaftsfahren, gemeinsam mit Colby Pearce. Bei den Bahn-Weltmeisterschaften im selben Jahr in Palma de Mallorca wurde er Dritter im Omnium.

## Erfolge – Straße
2006
- eine Etappe Tour de Normandie
- US-amerikanischer Meister – Kriterium

2008
- zwei Etappen Tour of Hainan

2010
- eine Etappe Tour of Hainan

2016
- US-amerikanischer Meister – Kriterium
- Prolog Tour de la Guadeloupe

## Erfolge – Bahn
2004
- US-amerikanischer Meister – Zweier-Mannschaftsfahren (mit Matt Stephens)

2005
- US-amerikanischer Meister – Einerverfolgung

2006
- US-amerikanischer Meister – Zweier-Mannschaftsfahren (mit Michael Friedman)

2007
- Panamerikanische Meisterschaften – Omnium
- Panamerikanische Meisterschaften – Zweier-Mannschaftsfahren (mit Colby Pearce)
- Bahn-Weltmeisterschaften – Omnium
- US-amerikanischer Meister – Mannschaftsverfolgung (mit Colby Pearce, Michael Friedman und Michael Creed)

2008
- US-amerikanischer Meister – Mannschaftsverfolgung (mit Daniel Holloway, Colby Pearce und Taylor Phinney)

## Teams
- 2006 TIAA-CREF
- 2007 Slipstream-Chipotle
- 2008 Jelly Belly
- 2009 Jelly Belly
- 2010 Jelly Belly-Kenda
- 2011 Jelly Belly Cycling
- 2012 Jelly Belly Cycling
- 2013 Jelly Belly-Kenda
- 2014 Optum-Kelly Benefit Strategies
- 2015 Optum-Kelly Benefit Strategies
- 2016 Rally Cycling